# Elron
AS Eesti Liinirongid, que opera sota el nom d'Elron, és una empresa estatal de transport ferroviari de passatgers a Estònia. Abans del 2014, la companyia operava exclusivament el sistema de trens de rodalies electrificats al Harjumaa, i fins a l'octubre del 2013 era coneguda com a Elektriraudtee, és a dir, «el ferrocarril elèctric». L'1 de gener del 2014, Elron va assumir tots els serveis ferroviaris nacionals de passatgers a Estònia que anteriorment eren gestionats per Edelaraudtee.

## Història
L'empresa va ser fundada com a Elektriraudtee el 1998. Tot i que inicialment operava com a filial d'Eesti Raudtee, es va separar completament en un termini de dos anys.
El maig del 2013, el govern estonià va declarar que Elron seria l'únic operador nacional de transport ferroviari de passatgers a Estònia, cosa que va obligar l'empresa Edelaraudtee a reorientar les seves activitats i abandonar el sector de passatgers. Aquest canvi no va estar exempt de controvèrsia, es va produir una disputa legal entre Edelaraudtee i el govern estonià per una compensació econòmica a causa de la pèrdua d'ingressos derivada de la seva retirada forçada del servei de passatgers.
Durant finals de la dècada del 2010 i principis del 2020, Elron va col·laborar estretament amb Edelaraudtee per estudiar i implementar diverses oportunitats que permetessin augmentar la velocitat operativa d'algunes línies, cosa que va permetre accelerar els serveis en certs trams. El maig del 2020, Eesti Raudtee va anunciar una licitació per dissenyar i executar l'electrificació de tota la xarxa ferroviària estoniana. Aquell mateix any, Elron va expressar el seu interès a electrificar la línia transfronterera entre Tallinn i Sant Petersburg, com a part d'un possible projecte conjunt entre Rússia i Estònia, sempre que s'assolissin condicions favorables.
Durant la dècada del 2020, Elron té múltiples plans per ampliar i millorar la seva xarxa. S'han estudiat diverses opcions, inclosa la reutilització d'antigues línies de mercaderies, mentre que una reorganització proposada podria reduir el temps de viatge entre Tallinn i Tartu a menys de dues hores. S'espera que la velocitat màxima de servei dels trens d'Elron augmenti fins als 160 km/h. Per al 2023, ja estaven en marxa els treballs per tornar a connectar la ciutat occidental de Haapsalu, que no té connexió ferroviària amb la capital des dels anys noranta, amb una finalització prevista per al 2027. També s'està planificant una nova terminal a Kristiine, a l'oest del centre de Tallinn, que estarà millor integrada amb la resta del transport públic de la ciutat.
A mitjans del 2021, es va introduir una nova tarifa més alta per als passatgers que viatgen amb bicicletes. El gener del 2022, després de dos anys sense pujades de preus, Elron va incrementar les seves tarifes regulars en gairebé un 9,5%, justificant la mesura per l'augment del cost de l'energia i la necessitat de finançar millores en la infraestructura. Dos mesos després, l'empresa va anunciar que els refugiats ucraïnesos podrien viatjar gratuïtament als seus trens. El maig del 2022, es va informar que el nombre de passatgers, que havia caigut dràsticament el 2020 a causa de la pandèmia de COVID-19, s'havia recuperat.
A finals del 2023, Elron va deixar d'emetre anuncis en idioma rus després de rebre queixes. El setembre d'aquell mateix any, el sistema de venda de bitllets d'Elron va ser interromput temporalment per un atac de denegació de servei distribuït (DDoS), presumptament realitzat per hackers prorussos.

## Xarxa

### Ferrocarril interurbà
Elron opera trens interurbans des de l'estació bàltica de Tallinn en diverses línies: Tallinn–Tartu–Valga —amb connexió als trens de Pasažieru vilciens cap a Riga—, Tallinn–Tartu–Koidula, Tallinn–Narva i Tallinn–Viljandi. Els serveis a la ruta Tallinn–Pärnu van finalitzar el desembre del 2018. La línia requeria una renovació considerable, i no es va considerar justificable invertir els diners necessaris quan faltaven uns vuit anys per a la posada en marxa de Rail Baltica, que oferirà un servei molt més ràpid a Pärnu.

### Rodalies de Tallinn

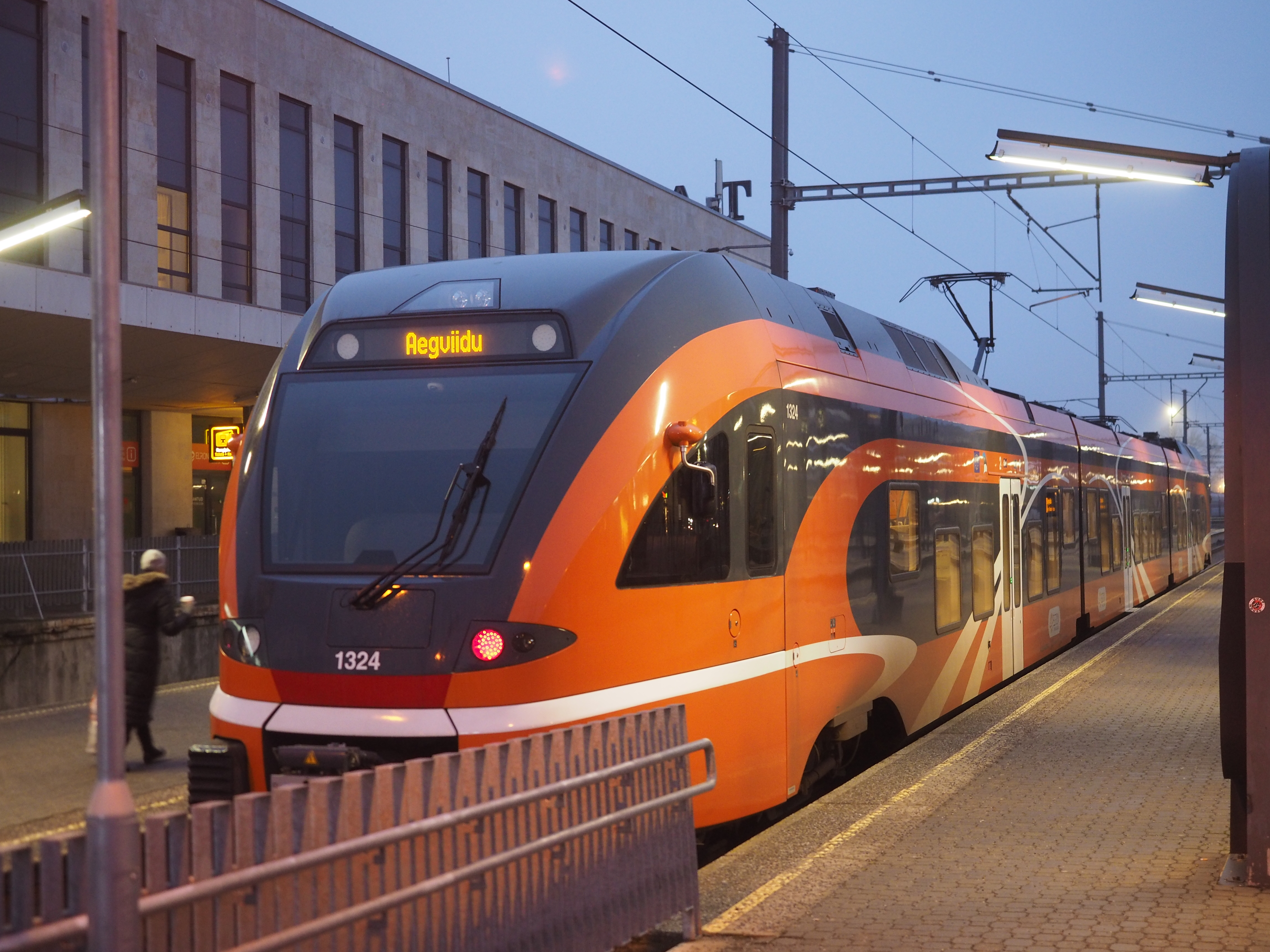
Un tren de rodalies a Aegviidu a l'estació Bàltica de Tallinn.

La xarxa de trens de rodalies de Tallinn està electrificada i s'estén cap a l'est i l'oest des de l'estació Bàltica, amb una longitud total de 132 km. La línia cap a l'est arriba fins a Aegviidu. La línia cap a l'oest arriba a la ciutat de Keila, on es divideix en dos ramals: un continua cap a la ciutat portuària de Paldiski i l'altre cap a l'interior, fins a Turba. La branca cap a Paldiski es bifurca a Klooga, amb un petit ramal que porta fins a la platja de Klooga-rand.
Les obres de modernització de les vies i estacions es van dur a terme a principis de la dècada del 2010. Per millorar la cobertura de dades mòbils a les zones rurals, Telia va instal·lar 25 noves torres de telecomunicacions al llarg de la línia Tallinn-Tartu, i en els primers anys de la dècada del 2020 es van incorporar dispositius 5G als trens d'Elron.

## Material ferroviari

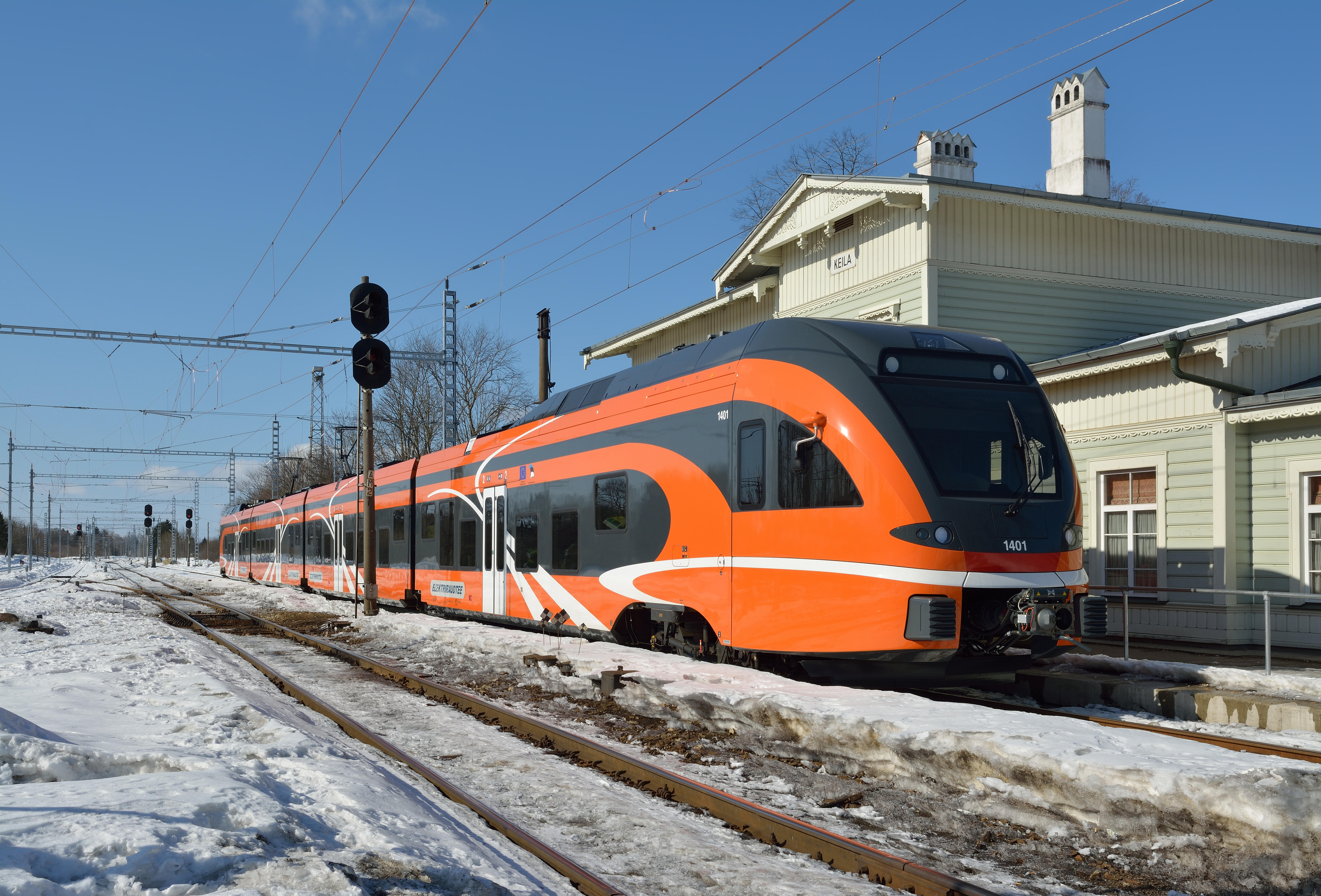
Stadler Flirt a Keila.

Actualment, Elron utilitza 38 trens Stadler FLIRT elèctrics i dièsel-elèctrics. El lliurament dels trens fabricats per Stadler Rail —12 unitats elèctriques de tres cotxes, 6 de quatre cotxes, 6 unitats dièsel-elèctriques de dos cotxes, 8 de tres cotxes i 6 de quatre cotxes— va començar el 2012; al juny del 2014, tots els trens havien arribat a Estònia. Des del 2015, tots els antics trens soviètics van ser retirats.
A mitjans del 2019, Elron va rebre permís per adquirir 4 nous trens híbrids amb l'opció d'afegir 2 trens elèctrics. La decisió va respondre a la freqüent saturació a les rutes més populars de l'operadora, a causa d'un increment de passatgers de més d'un terç des de la introducció de la flota Stadler el 2014.
L'octubre del 2020, Elron va anunciar que Škoda Transportation havia guanyat la licitació per a sis nous trens elèctrics, amb l'opció d'adquirir-ne 10 més. Škoda subministrarà sis trens elèctrics de sistema dual (Škoda 21Ev, InterPanter), que es preveu que comencin a operar a la línia electrificada Tallinn-Tartu el setembre del 2025. El cost total dels sis trens és de 56,2 milions d'euros, i el lliurament està programat per a la segona meitat del 2024. Els trens estaran equipats amb seients intercanviables que podran retirar-se per deixar espai a bicicletes als mesos càlids i reinstal·lar-se com a places addicionals als mesos freds. El gener del 2023, es va exercir l'opció de compra dels 10 trens addicionals.